# Zatik
Zatik és un cràter sobre la superfície del planeta nan Ceres, situat amb el sistema de coordenades planetocèntriques a 70.2 ° de latitud nord i 114.6 ° de longitud est. Fa un diàmetre de 4 km. El nom va ser fet oficial per la UAI l'onze d'agost del 2017 i fa referència a Zatik, déu de la fertilitat i la vegetació de la cultura armènia.